# City Bowl
Le City Bowl (littéralement cuvette urbaine) désigne le centre-ville historique de la ville du Cap en Afrique du Sud. Il s'agit d'un amphithéâtre naturel limité par la Montagne de la Table, ainsi que les collines de Signal Hill, Lion's Head et le Devil's Peak.
Le City Bowl est le centre historique à partir duquel s'est développé la ville du Cap. Il comprend notamment le Fort de Bonne-Espérance, le centre des affaires, le port, le Victoria & Alfred Waterfront) et les Company Gardens. Il se divise en plusieurs quartiers distincts parfois nichés sur les pentes de Lion's Head, Signal Hill et Devil's Peak et ont pour nom : 
- De Waterkant,
- Foreshore
- Gardens (le quartier central des jardins),
- Higgovale,
- Oranjezicht,
- Salt River,
- Schotsche Kloof, où se situe le quartier malais historique de Bo-Kaap
- Tamboerskloof,
- University Estate,
- Vredehoek,
- Walmer Estate (créé sur une partie du district Six)

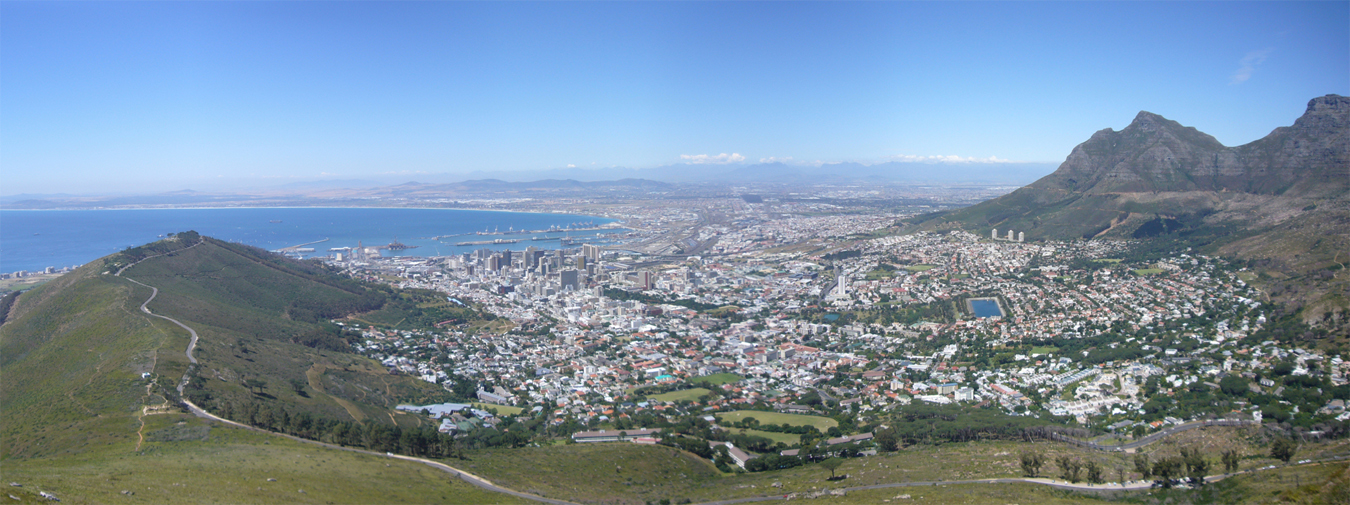
Le City Bowl vu du Lion's Head.

- Woodstock.
- Zonnebloem (ancien district Six).